# Mghart
Mghart (in armeno Մղարթ?) è un comune di 523 abitanti (2001) della Provincia di Lori in Armenia.